# Abdurrahman Wahid
Abdurrahman Wahid (7. september 1940 – 30. december 2009) var en indonesisk politiker, der var Indonesiens præsident fra 1999 til 2001.

## Biografi
Wahids bedstefader var omkring 1900 en kendt muslimsk leder. Faderen var i 1945 religionsminister i den første regering ledet af Achmed Sukarno. Wahid studerede islamsk ret, arabistik og litteratur i Kairo og Bagdad. I 1971 vendte han tilbage til Indonesien.
I Indonesien engagerede han sig i organisationen Nahdlatul Ulama (NU), en islamisk organisation med over 30 millioner medlemmer, stiftet af Wahids bedstefader. Han blev leder i NU i 1984. I april 1991 grundlagde han partiet Demokratisk Forum, i opposition til præsident Suharto. I juli 1998 grundlagde han Partiet for national vækkelse (PKB), som blev det tredjestørste parti under parlamentsvalget i 1999.
20. oktober 1999 blev han overraskende valgt til ny præsident af folkeforsamlingen. Han fik 371 stemmer, mens vinderen af parlamentsvalget, Megawati Sukarnoputri, kun fik 313 stemmer. Dermed blev han Indonesiens første frit valgte præsident.
23. juli 2001 blev Wahid afsat af folkeforsamlingen, på grund af inkompetence og indblanding i en finansskandale. Hans efterfølger blev Megawati Sukarnoputri, datter af Indonesiens første præsident, Achmed Sukarno.